# Solitude Standing
Solitude Standing es el segundo álbum de la cantautora norteamericana Suzanne Vega. Fue producido por Steve Addabbo, Lenny Kaye, Mitch Easter y Ronald Fierstein y publicado por A&M Records en 1987. El álbum llegó al puesto 11 en Billboard, mientras que el sencillo homónimo llegó al puesto 93 también de Billboard. A su vez, el tema Luka se ubicó en el puesto 3 en los Estados Unidos, obteniendo el premio de MTV como "Mejor video Femenino". Dicha canción, la cual trata sobre abuso infantil, fue escrita por Suzanne Vega en 1984.

## Canciones
Todas las canciones compuestas por Suzanne Vega, excepto las indicadas:
1. "Tom's Diner" - 2:09.
(Escrita en 1982).
2. "Luka" - 3:52.
(Escrita en 1984).
3. "Ironbound/Fancy Poultry" (Suzanne Vega/Anton Sanko) - 6:19.
(Escrita entre 1986 y 1987).
4. "In The Eye" (Suzanne Vega/Marc Shulman) - 4:16.
(Escrita en 1986).
5. "Night Vision" (Suzanne Vega/Anton Sanko) - 2:47.
(Escrita en 1986).
6. "Solitude Standing" (Suzanne Vega/Michael Visceglia/Anton Sanko/Marc Shulman/Stephen Ferrera) - 4:49.
(Escrita en 1987).
7. "Calypso" - 4:14.
(Escrita en 1978).
8. "Language" (Suzanne Vega/Michael Visceglia) - 3:57.
(Escrita en 1986).
9. "Gypsy" - 4:04.
(Escrita en 1978).
10. "Wooden Horse (Caspar Hauser's Song)" (Suzanne Vega/Michael Visceglia/Marc Shulman/Stephen Ferrera) - 5:13.
(Escrita en 1987).
11. "Tom's Diner (Reprise)" - 2:40.

## Músicos
- Suzanne Vega: Voces y guitarra acústica.
- Michael Visceglia: Bajo y sintetizadores.
- Anton Sanko: Sintetizadores y guitarra clásica.
- Marc Shulman: Guitarras eléctricas.
- Stephen Ferrera: Batería y percusión.
- Jon Gordosn, Mitch Easter, Steve Addabbo y Frank Christian: Guitarras.
- Sue Evans: Batería y percusión.
- Shawn Colvin: Coros en "Luka".